# Zăgujeni, Caraș-Severin
Zăgujeni este un sat în comuna Constantin Daicoviciu din județul Caraș-Severin, Banat, România. Stație de cale ferată.

## Atracții turistice
Conacul Juhasz